# Distrito de Ak-Talaa
El distrito de Ak-Talaa (en Kirguiz: Ак-талаа району) es uno de los rayones (distrito) de la provincia de Naryn en Kirguistán. Tiene como capital el poblado de Baetov.
- Datos: Q379553
- Multimedia: Ak-Talaa District / Q379553